# Laurentius Drysenius
Laurentius Drysenius, född 20 november 1671 i Kättilstads socken, död 25 april 1722 i Landeryds socken, var en svensk präst och lektor i Linköping.

## Biografi
Laurentius Drysenius föddes 20 november 1671 i Kättilstads socken. Han var son till kyrkoherden därstädes. Drysenius studerade i Linköping och blev 4 oktober 1690 student vid Uppsala universitet, Uppsala. Han blev konsistorienotarie i Linköping 1704 och rektor 1711. Drysenius blev grekiska lektor 1713 och prästvigdes 28 maj 1718. Han blev sistnämnda år kyrkoherde i Landeryds församling, Landeryds pastorat. År 1721 blev han andre teologie lektor. Drysenius avled 25 april 1722 i Landeryds socken och begravdes 29 maj i Linköpings domkyrka av biskop Torsten Rudeen.
Ett porträtt av honom finns i Linköpings stiftsbibliotek.

### Familj
Drysenius gifte sig 2 december 1709 med Christina Melander (död 1719). Hon var dotter kronobefallningsmannen Samuel Melander och Anna Jönsdotter. De fick tillsammans barnen Anna Catharina Drysenius som var gift med lektorn Johan Samsonius och lektorn Johan Sparschuch och stadsfiskalen Samuel Drysén (1715–1763) i Linköping.
Drysenius gifte sig andra gången 6 februari 1722 med Beata Christina Rinström (1703–1724). Hon var dotter till borgmästaren och postinspektören Magnus Rinström och Helena Ryding i Linköping. Efter Drysenius död gifte Beata Christina Rinström om sig med kyrkoherden Petrus Millberg.